# Samsung Galaxy S (serie)

Logo in uso dal 2015.

Primo logo della serie Samsung Galaxy S, utilizzato dal 2010 al 2014.

Samsung Galaxy S è una serie di smartphone che include modelli di fascia alta e top di gamma, parte della linea di dispositivi Samsung Galaxy prodotti da Samsung Electronics.
La serie consisteva inizialmente di smartphone e il primo dispositivo, il Galaxy S, venne annunciato a marzo 2010 e messo in commercio a partire dal mese di giugno dello stesso anno. Dall'introduzione del Galaxy Note nel 2011, Galaxy S è diventata la linea di punta dell'azienda.
Samsung ha successivamente esteso la linea ai tablet con l'annuncio, a giugno 2014, del Galaxy Tab S, messo in commercio il mese successivo. A gennaio 2025, i modelli più recenti tra gli smartphone della serie Galaxy S sono S25, S25+ e S25 Ultra, mentre tra i tablet della serie Galaxy Tab S ci sono i Samsung Galaxy Tab S10, Tab S10+ e Tab S10 Ultra (Wi-Fi/5G).

## Smartphone

### Samsung Galaxy S
Il Samsung Galaxy S è stato il primo smartphone della serie, annunciato a marzo 2010 e commercializzato tre mesi dopo. Montava un chipset Hummingbird, con 512 MB di RAM e 8/16 GB di memoria interna espandibile, display da 4″ con risoluzione 480x800, fotocamera posteriore da 5 megapixel (registrazione video HD 720p@30fps) e anteriore VGA. A livello software, montava Android 2.1 Eclair con TouchWiz UI 3.0, in seguito aggiornato ad Android 2.3 Gingerbread.
A fine 2010 Samsung ha annunciato di aver venduto 10 milioni di Galaxy S.

#### Altre versioni
- Samsung GT-i9010 Giorgio Armani[3];
- Samsung GT-i9003 Galaxy S SCL[4];
- Samsung GT-i9001 Galaxy S Plus[5];
- Samsung Galaxy S Advance[6].

### Samsung Galaxy S II
Il Samsung Galaxy S II fu annunciato a febbraio 2011 e messo in vendita due mesi dopo, con chipset Samsung Exynos 4210 Dual, 1 GB di RAM e 16/32 GB di memoria interna espandibile, display da 4,3″ con risoluzione 480x800, fotocamera posteriore da 8 megapixel con f/2.6 (registrazione video Full HD 1080p@30fps) e anteriore da 2 megapixel, venduto con Android 2.3.4 Gingerbread e TouchWiz UI 4.0, in seguito aggiornato ad Android 4.0.4 Ice Cream Sandwich ed a 4.1 Jellybean.
A febbraio 2012 Samsung ha festeggiato i 20 milioni di esemplari di Galaxy S2 venduti ed in seguito ha raggiunto i 40 milioni di esemplari.

#### Altre versioni
- Samsung Galaxy S II GT-I9000G (con SoC Texas Instruments Omap 4430 al posto dell'Exynos)[10];
- Samsung Galaxy S II Plus (I9105): si distingue dall'I9100 per 8 GB di memoria interna, chipset Broadcom BC28155, aggiunta di GLONASS (e di NFC solo nella versione I9105P), Android 4.1.2 Jellybean aggiornato poi a 4.2.2 e TouchWiz UI 5.0.[11]
- USA per AT&T: Samsung Galaxy S II I-777 "Attain" For AT&T[12], SGH-I727 (con Qualcomm Snapdragon MSM8660 al posto dell'Exynos, schermo 4,52″ e connettività LTE)[13], SGH-I927 Captivate Glide (con CPU Tegra 2 Dual-Core, schermo 4″ e tastiera fisica QWERTY)[14];
- USA per Sprint: SPH-D710 (schermo 4,52″, quattro tasti capacitivi, batteria maggiorata e banda 2500 MHz WiMax)[15];
- USA per T-Mobile: SGH-T989 (processore Qualcomm Snapdragon APQ8060 S3 e GPU Adreno 220, supporto UMTS bande I, II, IV, V, schermo 4,52″, batteria maggiorata)[16];
- USA per U.S. Cellular: SCH-R760 (uguale alla versione per Sprint ad eccezione della 2500 MHz WiMax, qui assente);
- Australia per Telstra e Vodafone Australia: GT-I9100T (identico all'I9100)[17];
- Australia per Telstra e Optus: GT-I9210T (versione 4G con processore Samsung);
- Canada per Bell: GT-I9100M (identico al GT-I9100), SGH-I757M (identico all'S2 HD LTE sudcoreano, ad eccezione della presenza di alcune bande in più)[18];
- Canada per Rogers: SGH-I727R (processore Qualcomm, schermo 4,52″ e batteria da 1850 mAh)[19], SGH-I927 (identico all'AT&T Captivate Glide);
- Canada per Telus Mobility: Galaxy S II X (SGH-T989D, con processore Qualcomm, spessore ridotto a 9,4 mm, schermo 4,52″, batteria 1850 mAh e design differente)[20];
- Cina per China Mobile: GT-I9108 (identico al GT-I9100G);
- Cina per Telecom China: SCH-i929 (basato sull'S2 LTE GT-i9210 con aggiunta di supporto CDMA2000 1x EVDO);
- Modello europeo GT-i9100P: versione con NFC[21];
- Giappone per KDDI: ISW11SC (con CPU Exynos 4210 Dual-Core e chipset Qualcomm QSC6085, schermo HD da 4,65", supporto WiMax)[22];
- Giappone per NTT DoCoMo: SC-02C (con supporto televisivo 1seg e servizi i-mode);
- Corea del Sud per KT: SHW-M250K con WiFi CM;
- Corea del Sud per LG U+: SHW-M250L con EV-DO Rev.B e spessore di 9,4 mm;
- Corea del Sud per SK Telecom: SHW-M250S con sistema SK-MMS per la messaggistica.

### Samsung Galaxy S III
Il Samsung Galaxy S III fu annunciato a febbraio 2012 e messo in vendita tre mesi dopo, con chipset Exynos 4412 Quad, 1 GB di RAM e 16/32/64 GB di memoria interna espandibile, schermo da 4,8″ HD 1280x720 protetto dal Gorilla Glass 2, fotocamera posteriore da 8 megapixel f/2.6 (registrazione video Full HD 1080p@30fps) e anteriore da 1,9 megapixel f/2.6 (registrazione video HD 720p@30fps), venduto con Android 4.0.4 Ice Cream Sandwich e TouchWiz Nature UI, in seguito aggiornato ad Android 4.3 Jellybean.
Samsung ha venduto al 2015 70 milioni di esemplari, di cui 40 entro gennaio 2013.

#### Confronto delle diverse versioni di Galaxy S III
| Modelli                                     | GT-I9300[T]                                                | GT-I9305[N/T]                                                                                        | SHV-E210K/L/S                                                                                        | SGH-T999/L[v]                                                                                        | SGH-I747[m]                                                                                          | SGH-N064 (SC-06D)                          | SGH-N035 (SC-03E)                          | SCH-J021 (SCL21)                                                                                               | SCH-R530 | SCH-I535 | SCH-S960L | SCH-S968C | GT-I9308                               | SCH-I939                                                 | GT-I9301I (Galaxy S III Neo)               |
| ------------------------------------------- | ---------------------------------------------------------- | --- | --- | --- | --- | ------------------------------------------ | ------------------------------------------ | --- | --- | --- | --- | --- | -------------------------------------- | -------------------------------------------------------- | ------------------------------------------ |
| Area di commercializzazione                 | Internazionale                                             | Internazionale                                                                                       | Corea del Sud                                                                                        | Canada e Stati Uniti                                                                                 | Canada e Stati Uniti                                                                                 | Giappone                                   | Giappone                                   | Giappone | Stati Uniti | Stati Uniti | Stati Uniti | Stati Uniti | Cina                                   | Cina, Taiwan                                             | Internazionale                             |
| Operatore telefonico                        | Internazionale                                             | Internazionale (LTE)                                                                                 | KT, LG U+, SK Telecom                                                                                | Mobilicity, T-Mobile, MetroPCS, Wind, Videotron                                                      | AT&T, Bell, Rogers, Telus, Koodo, SaskTel, Virgin, Fido                                              | NTT DoCoMo                                 | NTT DoCoMo                                 | au | Cricket Wireless, U.S. Cellular, MetroPCS                                                                      | Verizon | Sprint Straight Talk Net 10                                                                                    | Straight Talk                                                                                                  | China Mobile                           | China Telecom                                            | Internazionale                             |
| 2G                                          | 850, 900, 1800, 1900 MHz GSM / GPRS / EDGE                 | 850, 900, 1800, 1900 MHz GSM / GPRS / EDGE                                                           | 850, 900, 1800, 1900 MHz GSM / GPRS / EDGE                                                           | 850, 900, 1800, 1900 MHz GSM / GPRS / EDGE                                                           | 850, 900, 1800, 1900 MHz GSM / GPRS / EDGE                                                           | 850, 900, 1800, 1900 MHz GSM / GPRS / EDGE | 850, 900, 1800, 1900 MHz GSM / GPRS / EDGE | 850, 900, 1800, 1900 MHz GSM / GPRS / EDGE                                                                     | 850, 1900 MHz CDMA                                                                                             | 850, 1900 MHz CDMA                                                                                             | 800,850, 1900 MHz CDMA                                                                                         | ? | 900, 1800, 1900 MHz GSM / GPRS / EDGE  | 800, 1900 MHz CDMA900, 1800, 1,900 MHz GSM / GPRS / EDGE | 850, 900, 1800, 1900 MHz GSM / GPRS / EDGE |
| 3G                                          | 850, 900, 1900, 2100 MHz UMTS / HSPA+ CDMA/EVDORev-A/Rev-B | WCDMA 850, 900, 2100 MHz UMTS / HSPA+                                                                | 850, 900, 1800, 1900, 2100 MHz UMTS / HSPA+ CDMA/EVDO Rev-A/Rev-B                                    | 850, AWS (Band IV), 1900, 2100 MHz UMTS / HSPA+ / DC-HSPA+                                           | 850, 1900, 2100 MHz UMTS / HSPA+                                                                     | 800, 1700 (Band IX), 2100 MHz UMTS / HSPA+ | 800, 1700 (Band IX), 2100 MHz UMTS / HSPA+ | CDMA2000 1xEV-DO Rev-A 800 MHz, 2100 MHz                                                                       | CDMA2000 1xEV-DO Rev-A                                                                                         | CDMA2000 1xEV-DO Rev-A                                                                                         | CDMA2000 1xEV-DO Rev-A                                                                                         | 850/1900 MHz EVDO                                                                                              | 1880, 2010 MHz TD-SCDMA                | CDMA2000 1xEV-DO Rev-A 2100 MHz WCDMA                    | 850, 900, 1900, 2100 MHz UMTS / HSPA+      |
| 4G LTE                                      | No                                                         | GT-I9305: 800, 1800, 2600 MHz GT-I9305N: 900, 1800, 2600 MHz GT-I9305T: 1800, 2600 MHz               | SHV-E210K: 900, 1800 MHz SHV-E210L: 850, 2100 MHz SHV-E210S: 800 MHz                                 | Solo T999L: 700 (Band 17) 1700 (Band 4) MHz                                                          | 700 (Band 17), 1700 (AWS) MHz                                                                        | 2100 MHz                                   | 2100 MHz                                   | 1500(Band 11), 800(Band 18)                                                                                    | 700 (Band 12), 1700 (AWS) MHz                                                                                  | 700 (Band 13) MHz                                                                                              | 1900 (Band 25) MHz                                                                                             | No | No                                     | No                                                       | No                                         |
| Massima velocità del traffico dati          | 21 Mbit/s HSPA+                                            | 100 Mbit/s LTE                                                                                       | 100 Mbit/s LTE                                                                                       | 42 Mbit/s DC-HSPA+ Solo T999L: 100 Mbit/s LTE                                                        | 100 Mbit/s LTE                                                                                       | 75 Mbit/s LTE                              | 100 Mbit/s LTE                             | 75 Mbit/s LTE                                                                                                  | 100 Mbit/s LTE                                                                                                 | 100 Mbit/s LTE                                                                                                 | 100 Mbit/s LTE                                                                                                 | N/A | 2.8 Mbit/s TD HSDPA                    | N/A                                                      | 21 Mbit/s HSPA+                            |
| Ricevitore di trasmissione                  | Radio FM                                                   | No                                                                                                   | T-DMB                                                                                                | No                                                                                                   | No                                                                                                   | 1seg                                       | 1seg                                       | 1seg | | | | |                                        |                                                          | Radio FM                                   |
| Dimensioni (altezza × larghezza × spessore) | 136,6 × 70,6 × 8,6 mm                                      | 136,6 × 70,6 × 8,6 mm                                                                                | 136,6 × 70,6 × 9 mm                                                                                  | 136,6 × 70,7 × 8,6 mm                                                                                | 136,6 × 70,7 × 8,6 mm                                                                                | 137 × 71 × 9 mm                            | 137 × 71 × 9 mm                            | 139 × 71 × 9,4 mm                                                                                              | 136,6 × 70,7 × 8,6 mm                                                                                          | 136,6 × 70,7 × 8,6 mm                                                                                          | 136,6 × 70,7 × 8,6 mm                                                                                          | 136,6 × 70,7 × 8,6 mm                                                                                          | 136,6 × 70,7 × 8,6 mm                  | 136,6 × 70,6 × 8,99 mm                                   | 136,6 × 70,6 × 8,6 mm                      |
| Peso                                        | 133 g                                                      | 133 g                                                                                                | 138,5 g                                                                                              | 133 g                                                                                                | 133 g                                                                                                | 139 g                                      | 139 g                                      | 141 g | 133 g | 133 g | 133 g | 133 g | 133 g                                  | 141 g                                                    | 133 g                                      |
| Sistema operativo                           | Android 4.0.4 con TouchWiz "Nature UX"                     | Android 4.1.1 con TouchWiz "Nature UX", aggiornabile a 4.3 disponibile e in vendita con 4.4.4 KitKat | Android 4.1.1 con TouchWiz "Nature UX", aggiornabile a 4.3 disponibile e in vendita con 4.4.4 KitKat | Android 4.1.1 con TouchWiz "Nature UX", aggiornabile a 4.3 disponibile e in vendita con 4.4.4 KitKat | Android 4.1.1 con TouchWiz "Nature UX", aggiornabile a 4.3 disponibile e in vendita con 4.4.4 KitKat | Android 4.0.4 con TouchWiz "Nature UX"     | Android 4.1.1 con TouchWiz "Nature UX"     | Android 4.0.4 (o Android 4.1.2 con Straight Talk) con TouchWiz "Nature UX" (aggiornabile e in vendita con 4.3) | Android 4.0.4 (o Android 4.1.2 con Straight Talk) con TouchWiz "Nature UX" (aggiornabile e in vendita con 4.3) | Android 4.0.4 (o Android 4.1.2 con Straight Talk) con TouchWiz "Nature UX" (aggiornabile e in vendita con 4.3) | Android 4.0.4 (o Android 4.1.2 con Straight Talk) con TouchWiz "Nature UX" (aggiornabile e in vendita con 4.3) | Android 4.0.4 (o Android 4.1.2 con Straight Talk) con TouchWiz "Nature UX" (aggiornabile e in vendita con 4.3) | Android 4.0.4 con TouchWiz "Nature UX" | Android 4.0.4 con TouchWiz "Nature UX"                   | Android 4.4.2 con TouchWiz "Nature UX 2.0" |
| System-on-a-chip                            | Samsung Exynos 4 Quad (Exynos 4412)                        | Samsung Exynos 4 Quad (Exynos 4412)                                                                  | Samsung Exynos 4 Quad (Exynos 4412)                                                                  | Qualcomm Snapdragon S4 Mallepally                                                                    | Qualcomm Snapdragon S4 Mallepally                                                                    | Qualcomm Snapdragon S4 Mallepally          | Samsung Exynos 4 Quad (Exynos 4412)        | Qualcomm Snapdragon S4 MSM8960                                                                                 | Qualcomm Snapdragon S4 MSM8960                                                                                 | Qualcomm Snapdragon S4 MSM8960                                                                                 | Qualcomm Snapdragon S4 MSM8960                                                                                 | Qualcomm Snapdragon S4 MSM8960                                                                                 | Samsung Exynos 4 Quad (Exynos 4412)    | Samsung Exynos 4 Quad (Exynos 4412)                      | Qualcomm Snapdragon 400MSM8228             |
| CPU                                         | 1,4 GHz quad-core ARM Cortex-A9                            | 1,4 GHz quad-core ARM Cortex-A9                                                                      | 1,4 GHz quad-core ARM Cortex-A9                                                                      | 1,5 GHz dual-core Qualcomm Krait                                                                     | 1,5 GHz dual-core Qualcomm Krait                                                                     | 1,5 GHz dual-core Qualcomm Krait           | 1,6 GHz quad-core ARM Cortex-A9            | 1,5 GHz dual-core Qualcomm Krait                                                                               | 1,5 GHz dual-core Qualcomm Krait                                                                               | 1,5 GHz dual-core Qualcomm Krait                                                                               | 1,5 GHz dual-core Qualcomm Krait                                                                               | 1,5 GHz dual-core Qualcomm Krait                                                                               | 1,4 GHz quad-core ARM Cortex-A9        | 1,4 GHz quad-core ARM Cortex-A9                          | 1,4 GHz quad-core ARM Cortex-A7            |
| GPU                                         | ARM Mali-400 MP4                                           | ARM Mali-400 MP4                                                                                     | ARM Mali-400 MP4                                                                                     | Qualcomm Adreno 225                                                                                  | Qualcomm Adreno 225                                                                                  | Qualcomm Adreno 225                        | ARM Mali-400 MP4                           | Qualcomm Adreno 225                                                                                            | Qualcomm Adreno 225                                                                                            | Qualcomm Adreno 225                                                                                            | Qualcomm Adreno 225                                                                                            | Qualcomm Adreno 225                                                                                            | ARM Mali-400 MP4                       | ARM Mali-400 MP4                                         | Qualcomm Adreno 305                        |
| RAM                                         | 1 GB                                                       | 2 GB                                                                                                 | 2 GB                                                                                                 | 2 GB                                                                                                 | 2 GB                                                                                                 | 2 GB                                       | 2 GB                                       | 2 GB | 2 GB | 2 GB | 2 GB | 2 GB | 1 GB                                   | 1 GB                                                     | 1,5 GB                                     |
| Memoria interna                             | 16/32/64 GB                                                | 16/32 GB                                                                                             | 16/32/64 GB                                                                                          | 16/32 GB                                                                                             | 16/32 GB                                                                                             | 32 GB                                      | 32 GB                                      | 32 GB | 16/32 GB | 16/32 GB | 16/32 GB | 16 GB | 16 GB                                  | 16 GB                                                    | 16 GB                                      |

### Samsung Galaxy S4
Il Samsung Galaxy S4 fu annunciato a marzo 2013 e commercializzato un mese dopo, con chipset Exynos 5410 (versione senza LTE) o Snapdragon 600 (versione con LTE), 2 GB di RAM, 16/32/64 GB di memoria interna espandibile, schermo da 5″ Full HD (1080 x 1920 pixel) protetto dal Gorilla Glass 3, fotocamera posteriore da 13 megapixel f/2.2 (registrazione video 1080p@30fps) e anteriore da 2 megapixel f/2.4 (registrazione video 1080p@30fps), venduto con Android 4.2.2 JellyBean e TouchWiz UI, in seguito aggiornato a 4.4.2 KitKat.
Il Galaxy S4 ad ottobre 2013 aveva superato i 40 milioni di esemplari venduti.

#### Altre versioni
Il Samsung Galaxy S4 è stato reso disponibile nei vari mercati internazionali in numerose versioni, che differiscono perlopiù per il processore che montano, tra cui:
- GT-I9500: Octa-Core (Exynos 5410[50]), (Asia, Africa, Sud America);
- GT-I9502: Octa-Core (Exynos 5410[51]), Dual-Sim (Duos), (Cina);
- GT-I9505: Quad-Core (Snapdragon 600 APQ8064T[48]), (Europa, USA, Versione internazionale);
- GT-I9505G: Quad-Core (Snapdragon 600 APQ8064T[52]), (USA, Google Play Edition);
- GT-I9506: Quad-Core (Snapdragon 800 MSM8974[53]), con LTE (Europa);
- GT-I9508: Quad-Core (Snapdragon 600 APQ8064T[54]), reti TD-SCDMA (Duos), (Cina);
- GT-I9515: Quad-Core (Snapdragon 600[55]), Android 4.4.2 KitKat preinstallato (è stato dichiarato un hardware identico al modello GT-I9505), denominato S4 Value Edition (Europa));
- SHV-E300S: Octa-Core (Exynos 5410 LTE[56]), (Corea);
- SHV-E330S: Quad-Core (Snapdragon 800 MSM8974 LTE[57]), (Corea).

Sono inoltre presenti delle varianti che differiscono dall'S4 classico anche per dimensioni:
- S4 Mini i9190: schermo da 4,3″ 540 x 960, chipset Snapdragon 400 (MSM8930AB), fotocamere da 8 e 1.9 MP, 1.5 GB di RAM e 8 GB di memoria interna[58];
- S4 Active i9295: certificazione di resistenza ad acqua e polvere IP67, fotocamera posteriore ridotta ad 8 MP[59];
- S4 Zoom: fotocamera posteriore da 16 MP BSI-CMOS con zoom ottico 10x, schermo da 4,3″ 540 x 960 pixel, chipset Pega-Dual +XMM6262, 1.5 GB di RAM e 8 GB di memoria interna[60].

### Samsung Galaxy S5
Il Samsung Galaxy S5 fu annunciato il 24 febbraio 2014. Tra le novità troviamo un cardiofrequenzimetro, resistenza all'acqua IP67, uno scanner per impronte digitali, la capacità di registrare video in 4K, la capacità di scattare foto migliori in condizioni di scarsa luminosità, una funzione "Download Booster" per aumentare i livelli di download alla massima larghezza di banda consentita, la possibilità di limitare l'uso della batteria limitando l'utilizzo del telefono ed una porta micro-USB 3.0. Rimuove il sensore di temperatura, il sensore di umidità e la funzione "Story Album" dal Galaxy S4.
- Display: 5,1″
- Processore: Samsung Exynos 5422, Qualcomm Snapdragon 801
- Memoria: 16, 32 o 64 GB (espandibile)
- RAM: 2 o 3 GB
- Batteria: 2800 mAh (sostituibile)

Samsung Galaxy S5 Plus
Introdotto ad ottobre 2014, si differenzia dal modello principale per il processore, sostituito da un Qualcomm Snapdragon 805, e per il supporto all'aggregazione dei canali LTE.

### Samsung Galaxy S6
Il Galaxy S6 è stato annunciato alla vigilia del Mobile World Congress 2015, nel corso dell'evento Samsung Unpacked organizzato il 1º marzo dello stesso anno. Oltre alla versione base, dispone delle ulteriori due varianti Edge ed Edge+, che presentano entrambe curvature ai lati dello schermo.
In Italia S6 e S6 Edge sono stati commercializzati a partire dal 10 aprile 2015; S6 Edge+ è stato presentato il 13 agosto in quattro diverse località del mondo, tra cui Londra e commercializzato dal 1º settembre.
Samsung Galaxy S6 e S6 Edge
- Display: 5,1″
- Processore: Exynos 7420
- Memoria: 32 o 64 GB (non espandibile)
- RAM: 3 GB
- Batteria: 2550 mAh (Galaxy S6); 2600 mAh (Galaxy S6 Edge) (non rimovibile)

Samsung Galaxy S6 Edge+
- Display: 5,7″
- Processore: Exynos 7420
- Memoria: 32 o 64 GB (non espandibile)
- RAM: 4 GB
- Batteria: 3000 mAh (non rimovibile)

### Samsung Galaxy S7
Il Galaxy S7 è stato presentato ufficialmente il 21 febbraio 2016 durante una conferenza stampa Samsung al Mobile World Congress 2016 e commercializzato l'11 marzo successivo in Europa e Nordamerica. Come il suo predecessore, S7 viene prodotto anche in variante Edge.
Il modello presenta due caratteristiche già presenti nel Galaxy S5, ovvero la resistenza ad acqua e polvere e lo slot per le schede microSD (assente nel modello precedente).
Samsung Galaxy S7
- Display: 5,1″
- Processore: Exynos 8890
- Memoria: 32 GB, espandibile tramite microSD fino a 256 GB
- RAM: 4 GB
- Batteria: 3000 mAh (non rimovibile)

Samsung Galaxy S7 Edge
- Display: 5,5″
- Processore: Exynos 8890
- Memoria: 32 GB, espandibile tramite microSD fino a 256 GB
- RAM: 4 GB
- Batteria: 3600 mAh (non rimovibile)

### Samsung Galaxy S8
Samsung ha annunciato gli smartphone Samsung Galaxy S8 e Samsung Galaxy S8+ il 29 marzo 2017. Sono dotati di uno scanner dell'iride, che non era presente sui telefoni Galaxy S7. Inoltre S Voice è stato sostituito da Bixby; la porta micro-USB è stata sostituita da una porta USB-C e il pulsante home fisico e i pulsanti capacitivi sono stati sostituiti da tasti su schermo.
- Display: Super AMOLED da 5,8″ con risoluzione 1440x2960 pixel (Galaxy S8); Super AMOLED da 6,2″ con risoluzione 1440x2960 pixel (Galaxy S8+).
- Processore: Samsung Exynos 8895 o Qualcomm Snapdragon 835
- Memoria: 64 o 128 GB (espandibile)
- RAM: 4 o 6 GB
- Batteria: 3000 mAh (Galaxy S8); 3500 mAH (Galaxy S8+)
- Colori: Midnight Black, Orchid Gray, Coral Blue, Arctic Silver, o Maple Gold (Nero mezzanotte, Grigio orchidea, Blu corallo, Argento artico o Oro acero)[69]

### Samsung Galaxy S9
I Samsung Galaxy S9 e S9+ sono stati svelati il 25 febbraio 2018 al Mobile World Congress, con una fotocamera migliorata, un pannello posteriore ridisegnato e interni migliorati. Lo scanner di impronte digitali sul retro viene trasferito sotto la fotocamera posteriore e l'auricolare diventa un altoparlante aggiuntivo per l'audio stereo.
- Display: Super AMOLED da 5,8″ con risoluzione 1440x2960 pixel (Galaxy S9); Super AMOLED da 6,2″ con risoluzione 1440x2960 pixel (Galaxy S9+).
- Processore: Samsung Exynos 9810 o Qualcomm Snapdragon 845
- Memoria: 64 GB (espandibile)
- RAM: 4 GB (Galaxy S9); 6 GB (Galaxy S9+)
- Batteria: 3000 mAh (Galaxy S9); 3500 mAh (Galaxy S9+)
- Colori: Lilla Viola, Nero notte, Grigio titanio, Blu corallo[70]

### Samsung Galaxy S10
Samsung ha annunciato la serie Samsung Galaxy S10, composta da Samsung Galaxy S10e, Samsung Galaxy S10 e Samsung Galaxy S10+, il 20 febbraio 2019. A giugno 2019 è stato immesso sul mercato il Samsung Galaxy S10 5G (presentato in tale mese con Tim e Vodafone). A gennaio 2020 è stato immesso sul mercato il Samsung Galaxy S10 Lite.
Samsung Galaxy S10e
- Display: 5.8″ Dynamic AMOLED
- Risoluzione: 2280 x 1080 pixel
- Processore: Samsung Exynos 9820 o Qualcomm Snapdragon 855
- Memoria: 128 GB / 256 GB (espandibile)
- RAM: 6 GB / 8 GB
- Batteria: 3.100 mAh
- Caratteristiche introdotte: sensore di impronte digitali montato lateralmente, doppia fotocamera posteriore, display Infinity-O, registrazione video HDR-10, ricarica wireless inversa (certificazione Qi)
- Prezzo: €779 (128 GB), $849 (256 GB)

Samsung Galaxy S10
- Display: 6.1″ Dynamic AMOLED
- Risoluzione: 3040 x 1440 pixel
- Processore: Samsung Exynos 9820 o Qualcomm Snapdragon 855
- Memoria: 128 GB / 512 GB (espandibile)
- RAM: 8 GB
- Batteria: 3.400 mAh
- Caratteristiche introdotte: sensore di impronte digitali ad ultrasuoni, telecamere posteriori triple, display Infinity-O, registrazione video HDR-10, ricarica wireless inversa (certificazione Qi)
- Prezzo: €929 (128 GB), €1179 (512 GB)

Samsung Galaxy S10+
- Display: 6.4″ Dynamic AMOLED
- Risoluzione: 3040 x 1440 pixel
- Processore: Samsung Exynos 9820 o Qualcomm Snapdragon 855
- Memoria: 128 GB / 512 GB / 1 TB (espandibile)
- RAM: 8 GB / 12 GB
- Batteria: 4.100 mAh
- Caratteristiche introdotte: sensore di impronte digitali ad ultrasuoni, tripla fotocamera posteriore, doppia fotocamera frontale, display Infinity-O, registrazione video HDR-10, ricarica wireless inversa (certificazione Qi)
- Prezzo: €1029 (128 GB), €1279 (512 GB), €1639 (1 TB)

Samsung Galaxy S10 5G
- Display: 6.7″ Dynamic AMOLED
- Risoluzione: 3040 x 1440 pixel
- Processore: Samsung Exynos 9820 o Qualcomm Snapdragon 855
- Memoria: 256 GB / 512 GB (non espandibile)
- RAM: 8 GB
- Batteria: 4.500 mAh
- Caratteristiche introdotte: sensore di impronte digitali ad ultrasuoni, fotocamere posteriori quadruple, doppie fotocamere anteriori, display Infinity-O, registrazione video HDR-10, ricarica wireless inversa (certificazione Qi)
- Prezzo: €1279 (256 GB), $1399 (512 GB, non commercializzato in Italia)

Samsung Galaxy S10 Lite
- Display: 6.7″ Super AMOLED Plus
- Risoluzione: 2400 x 1080 pixel
- Processore: Qualcomm Snapdragon 855
- Memoria: 128/512 GB (espandibile con microSD fino a 1 TB)
- RAM: 6/8 GB
- Batteria: 4.500 mAh

### Samsung Galaxy S20
Samsung ha annunciato la gamma Samsung Galaxy S20, che comprende i modelli S20, S20+ e S20 Ultra, l'11 febbraio 2020. A settembre 2020 viene presentato il Galaxy S20 FE.
Samsung Galaxy S20
- Display: 6.2″ Dynamic AMOLED 2X (60/120Hz)
- Processore: Samsung Exynos 990
- Memoria: 128 GB
- RAM: 8 GB / 12 GB (versione 5G)

Samsung Galaxy S20+
- Display: 6.7″ Dynamic AMOLED 2X (60/120Hz)
- Processore: Samsung Exynos 990
- Memoria: 128/256/512 GB
- 8 GB / 12 GB (versione 5G)

Samsung Galaxy S20 Ultra 5G
- Display: 6.9″ Dynamic AMOLED 2X (60/120Hz)
- Processore: Samsung Exynos 990
- Memoria: 128/256/512 GB
- RAM: 12 GB

Samsung Galaxy S20 FE e Galaxy S20 FE 5G
- Display: 6.5″ Super AMOLED (60/120Hz)
- Processore: Samsung Exynos 990 (versione LTE)/Qualcomm Snapdragon 855 (versione 5G)
- Memoria: 128 GB
- RAM: 6/8 GB

### Samsung Galaxy S21
Samsung ha annunciato i primi tre della gamma Samsung Galaxy S21, che si compone dei modelli S21, S21 + e S21 Ultra, il 14 gennaio 2021 mentre il S21 FE è stato annunciato il 3 gennaio 2022.
Samsung Galaxy S21 5G
- Display: 6,2″ Dynamic AMOLED 2X (48-120Hz adattivi)
- Processore: Samsung Exynos 2100
- Memoria: 128/256 GB
- RAM: 8 GB

Samsung Galaxy S21+ 5G
- Display: 6,7″ Dynamic AMOLED 2X (48-120Hz adattivi)
- Processore: Samsung Exynos 2100
- Memoria: 128/256 GB
- RAM: 8 GB

Samsung Galaxy S21 Ultra 5G
- Display: 6,8″ Dynamic AMOLED 2X (10-120Hz adattivi)
- Processore: Samsung Exynos 2100
- Memoria: 128/256/512 GB
- RAM: 12/16 GB

Samsung Galaxy S21 FE 5G
- Display: 6,4″ Dynamic AMOLED 2X (60/120Hz)
- Processore: Samsung Exynos 2100
- Memoria: 128/256 GB
- RAM: 6/8 GB

### Samsung Galaxy S22
Samsung ha annunciato la gamma Samsung Galaxy S22, che comprende i modelli S22, S22+ e S22 Ultra, il 9 febbraio 2022
La variante "Ultra" venne distribuita con uno schermo che riusciva a raggiungere 1Hz di Refresh Rate differenziandosi dalle altre varianti della precedente serie che raggiungevano un minimo di 10Hz.
Samsung Galaxy S22 5G
- Display: 6,1″ Dynamic AMOLED 2X (48-120Hz adattivi)
- Processore: Samsung Exynos 2200
- Memoria: 128/256 GB
- RAM: 8/12 GB

Samsung Galaxy S22+ 5G
- Display: 6,6″ Dynamic AMOLED 2X (48-120Hz adattivi)
- Processore: Samsung Exynos 2200
- Memoria: 128/256 GB
- RAM: 8/12 GB

Samsung Galaxy S22 Ultra 5G
- Display: 6,8″ Dynamic AMOLED 2X (1-120Hz adattivi)
- Processore: Samsung Exynos 2200
- Memoria: 128/256/512 GB/1 TB
- RAM: 8/12 GB

### Samsung Galaxy S23
Samsung ha annunciato, nel 2023, la gamma Samsung Galaxy S23, che comprende S23, S23+ S23 Ultra e S23 FE, per questa gamma di dispositivi vennero adottati esclusivamente SoC di Qualcomm in variante "for Galaxy", che si pongono come versione ottimizzata per dispositivi Samsung Galaxy.
Samsung Galaxy S23 5G
- Display: 6,1″ Dynamic AMOLED 2X (48-120Hz adattivi)
- Memoria: 128/256 GB
- Processore: Snapdragon 8 Gen2 for Galaxy
- RAM: 8 GB

Samsung Galaxy S23+ 5G
- Display: 6,6″ Dynamic AMOLED 2X (48-120Hz adattivi)
- Memoria: 256/512GB
- Processore: Snapdragon 8 Gen2 for Galaxy
- RAM: 8 GB

Samsung Galaxy S23 Ultra 5G
- Display: 6,8″ Dynamic AMOLED 2X (1-120Hz adattivi)
- Memoria: 256/512 GB/1 TB
- Processore: Snapdragon 8 Gen2 for Galaxy
- RAM: 8/12 GB

Samsung Galaxy S23 FE
- Display: 6,4″ Dynamic AMOLED 2X (60-120Hz adattivi)
- Memoria: 128/256 GB
- Processore: Snapdragon 8 Gen2 for Galaxy
- RAM: 8 GB

### Samsung Galaxy S24
Samsung ha annunciato nel 2024 la gamma Samsung Galaxy S24, che comprende S24, S24+ Ultra ed S24 FE, immesso sul mercato il 3 ottobre dello stesso anno
Samsung Galaxy S24 5G
- Display: 6,2″ Dynamic AMOLED 2X (1-120Hz adattivi)
- Processore: Samsung Exynos 2400

- Memoria: 128/256/512 GB

- RAM: 8 GB

Samsung Galaxy S24+
- Display: 6,7″ Dynamic AMOLED 2X (1-120Hz adattivi)
- Processore: Samsung Exynos 2400
- Memoria: 256/512GB
- RAM: 12 GB

Samsung Galaxy S24 Ultra
- Display: 6,8″ Dynamic AMOLED 2X (1-120Hz adattivi)
- Processore: Qualcomm Snapdragon 8 Gen 3
- Memoria: 256/512 GB/1 TB
- RAM: 12 GB

Samsung Galaxy S24 FE
- Display: 6,7″ Dynamic AMOLED 2X (60-120Hz adattivi)
- Processore: Samsung Exynos 2400e
- Memoria: 128/256/512 GB
- RAM: 8 GB

### Samsung Galaxy S25
Samsung ha presentato a inizio febbraio 2025 la gamma Samsung Galaxy S25, che comprende S25, S25+, S25 Edge e S25 Ultra.